# 難民研究センター (オックスフォード大学)
難民研究センター（Refugee Studies Centre, RSC）は、1982年に設立されたオックスフォード大学国際開発学部（Queen Elizabeth House）の研究機関。「学術研究の最周縁化された存在への貢献」を理念としている。

## 研究・活動
主に3つの視座を持つ：
- 政治、経済などの社会的文脈
- 人類学、心理学、社会学的統計資料
- 法、政策

- 夏期講座
- 強制移住レビュー（Forced Migration Review, FMR）の出版

## 所在地
ウースター通り（Worcester Street）、オックスフォード。グロスター・グリーンスクエア（Gloucester Green）隣。

## 参照
1. ↑  Department of International Development, オックスフォード大学, UK.
2. ↑  Refugee Studies Centre, オックスフォード大学, UK.